# سلطنت کوهی
سلطنت کوهی (زاده: ۱۳۳۴ ولسوالی میمنه، ولایت فاریاب) سیاست‌مدار افغانستانی و نماینده مردم فاریاب در دوره پانزدهم مجلس نمایندگان افغانستان است.

## زندگی‌نامه
سلطنت کوهی متولد ۱۳۳۴ از ولسوالی میمنه ولایت فاریاب افغانستان است. وی دارای مدرک تحصیلی بکلوریا/دیپلم است.

## دیگر فعالیت‌ها
- معلم، سر معلم، مدیر لیسه/دبیرستان ستاره میمنه.[۱]
- رئیس کار و امور اجتماعی ولایت فاریاب.[۱]
- معاون معاونیت برنامه‌ریزی ارتباط خارجه وزارت کار و امور اجتماعی.[۱]
- رئیس ارتباط ولایات وزارت امور زنان.[۱]
- کارمند در امور NGOهای ثبت شده[۱]